# Schausilla
Schausilla é um gênero de traça pertencente à família Arctiidae.